# Paracyatholaimus dubiosus
Paracyatholaimus dubiosus är en rundmaskart som först beskrevs av Butschli 1874.  Paracyatholaimus dubiosus ingår i släktet Paracyatholaimus och familjen Cyatholaimidae. Arten är reproducerande i Sverige. Inga underarter finns listade i Catalogue of Life.